# Roberto Carlos Especial
Roberto Carlos Especial é um programa de televisão musical brasileiro, um especial de final de ano do cantor e compositor Roberto Carlos transmitido pela TV Globo. Em 1999, o programa não foi ao ar pela primeira vez desde a sua estreia, em 1974, devido ao agravamento da doença de Maria Rita, esposa do artista, que viria a falecer em 19 de dezembro do mesmo ano. Em 2014, no aniversário de 40 anos, o programa ganhou edição especial. Em 2019, chegou a ser cogitado a retirada do programa da grade da emissora, mas foi confirmada a realização do mesmo, porém mostrando os shows do cantor pelo Brasil e pelo mundo, sendo apenas a última meia hora do programa da maneira tradicional. Em 2020, o show não foi exibido pela segunda vez devido a Pandemia de COVID-19 e pelo cantor pertencer ao grupo de risco. Para não deixar o especial passar em branco, foi reexibido o Show em Jerusalém, reprisado em 2011..

## Participações especiais
No programa, muitos cantores são convidados a participar para cantarem junto com o músico. Erasmo Carlos é o cantor que faz mais participações no programa, por este ser grande amigo pessoal e parceiro de composição da maioria das músicas de Roberto. Os outros cantores que, frequentemente, participam ou já estiveram mais de uma vez no programa são: Caetano Veloso, Gilberto Gil, Maria Bethânia, Gal Costa, Alcione, Chico Buarque, Fafá de Belém, Marisa Monte, Lulu Santos, Rita Lee, Ivete Sangalo, Claudia Leitte, Djavan e Zeca Pagodinho, além do elenco da Globo, como Renato Aragão, Xuxa, Cláudia Raia, Isis Valverde , entre muitos outros.

## Programas exibidos

### Fim de ano
| Título                                                                           | Data de exibição                                                                                       | Direção                                                                          | Ref.          |
| -------------------------------------------------------------------------------- | --- | -------------------------------------------------------------------------------- | ------------- |
| Roberto Carlos Especial                                                          | 25 de dezembro de 1974                                                                                 | Augusto César Vanucci                                                            | [ 8 ]         |
| Roberto Carlos Especial                                                          | 31 de dezembro de 1975                                                                                 | Augusto César Vanucci                                                            | [ 9 ]         |
| Roberto Carlos Especial                                                          | 24 de dezembro de 1976                                                                                 | Augusto César Vanucci                                                            | [ 10 ]        |
| Roberto Carlos Especial                                                          | 30 de dezembro de 1977                                                                                 | Augusto César Vanucci                                                            | [ 11 ]        |
| Roberto Carlos: Um Milhão de Amigos                                              | 28 de dezembro de 1978                                                                                 | Augusto César Vanucci                                                            | [ 12 ]        |
| Roberto Carlos Especial                                                          | 21 de dezembro de 1979                                                                                 | Augusto César Vanucci                                                            | [ 13 ]        |
| Roberto Carlos Especial                                                          | 23 de dezembro de 1980                                                                                 | Augusto César Vanucci                                                            | [ 14 ]        |
| Roberto Carlos Especial                                                          | 24 de dezembro de 1981                                                                                 | Augusto César Vanucci                                                            | [ 15 ]        |
| Roberto Carlos Especial                                                          | 24 de dezembro de 1982                                                                                 | Guga Oliveira                                                                    | [ 16 ]        |
| Roberto Carlos Especial                                                          | 23 de dezembro de 1983                                                                                 | Maurício Tavares                                                                 | [ 17 ]        |
| Roberto Carlos Especial                                                          | 28 de dezembro de 1984                                                                                 | Maurício Tavares                                                                 | [ 18 ]        |
| Roberto Carlos Especial                                                          | 27 de dezembro de 1985                                                                                 | Augusto César Vanucci                                                            | [ 19 ]        |
| Roberto Carlos: Um Circo Chamado Brasil                                          | 30 de dezembro de 1986                                                                                 | Augusto César Vanucci                                                            | [ 20 ]        |
| Roberto Carlos Especial                                                          | 29 de dezembro de 1987                                                                                 | Walter Lacet                                                                     | [ 21 ]        |
| Roberto Carlos Especial                                                          | 29 de dezembro de 1988                                                                                 | Augusto César Vanucci                                                            | [ 22 ]        |
| Roberto Carlos Especial                                                          | 27 de dezembro de 1989                                                                                 | Augusto César Vanucci José Mário Pereira                                         | [ 23 ]        |
| Roberto Carlos: Verde É Vida                                                     | 25 de dezembro de 1990                                                                                 | Augusto César Vanucci                                                            | [ 24 ]        |
| Roberto Carlos: Viva Luz                                                         | 25 de dezembro de 1991                                                                                 | Augusto César Vanucci José Mário Pereira                                         | [ 25 ]        |
| Roberto Carlos: Amigo                                                            | 25 de dezembro de 1992                                                                                 | Jorge Queiroz Alexandre Braz                                                     | [ 26 ]        |
| Roberto Carlos Especial                                                          | 23 de dezembro de 1993                                                                                 | Jorge Fernando                                                                   | [ 27 ]        |
| Roberto Carlos Especial                                                          | 20 de dezembro de 1994                                                                                 | Aloysio Legey                                                                    | [ 28 ]        |
| Roberto Carlos Especial                                                          | 21 de dezembro de 1995                                                                                 | Jorge Fernando                                                                   | [ 29 ]        |
| Roberto Carlos Especial                                                          | 21 de dezembro de 1996                                                                                 | Jorge Fernando                                                                   | [ 30 ]        |
| Roberto Carlos Especial                                                          | 23 de dezembro de 1997                                                                                 | Jorge Fernando                                                                   | [ 31 ]        |
| Roberto Carlos Especial                                                          | 22 de dezembro de 1998                                                                                 | Roberto Talma Flávio Colatrello                                                  | [ 32 ]        |
| Pela primeira vez em 25 anos, o Roberto Carlos Especial não foi exibido em 1999. | Pela primeira vez em 25 anos, o Roberto Carlos Especial não foi exibido em 1999.                       | Pela primeira vez em 25 anos, o Roberto Carlos Especial não foi exibido em 1999. | [ 33 ]        |
| Roberto Carlos Especial                                                          | 21 de dezembro de 2000                                                                                 | Roberto Talma Tande Bressane                                                     | [ 34 ]        |
| Roberto Carlos Especial                                                          | 22 de dezembro de 2001                                                                                 | Roberto Talma Rogério Gomes                                                      | [ 35 ]        |
| Roberto Carlos Especial                                                          | 18 de dezembro de 2002                                                                                 | Roberto Talma                                                                    | [ 36 ]        |
| Roberto Carlos Especial                                                          | 20 de dezembro de 2003                                                                                 | Roberto Talma                                                                    | [ 37 ]        |
| Roberto Carlos Especial: 30 Anos                                                 | 18 de dezembro de 2004                                                                                 | Roberto Talma                                                                    | [ 38 ]        |
| Roberto Carlos Especial                                                          | 21 de dezembro de 2005                                                                                 | Roberto Talma                                                                    | [ 39 ]        |
| Roberto Carlos Especial                                                          | 16 de dezembro de 2006                                                                                 | Roberto Talma                                                                    | [ 40 ]        |
| Roberto Carlos Especial                                                          | 25 de dezembro de 2007                                                                                 | Roberto Talma Mário Meirelles                                                    | [ 41 ]        |
| Roberto Carlos Especial                                                          | 25 de dezembro de 2008                                                                                 | Mário Meirelles                                                                  | [ 42 ] [ 43 ] |
| Roberto Carlos Especial                                                          | 25 de dezembro de 2009                                                                                 | Mário Meirelles                                                                  | [ 42 ] [ 43 ] |
| Roberto Carlos Especial                                                          | 25 de dezembro de 2010                                                                                 | Roberto Talma Mário Meirelles                                                    | [ 44 ]        |
| Roberto Carlos em Jerusalém                                                      | 10 de setembro de 2011 25 de dezembro de 2011 (reapresentação) 22 de dezembro de 2020 (reapresentação) | Jayme Monjardim                                                                  | [ 45 ]        |
| Roberto Carlos: Reflexões                                                        | 25 de dezembro de 2012                                                                                 | Jayme Monjardim                                                                  | [ 46 ]        |
| Roberto Carlos: 40 Anos Juntos                                                   | 25 de dezembro de 2013                                                                                 | Jayme Monjardim                                                                  | [ 47 ]        |
| Roberto Carlos Especial                                                          | 23 de dezembro de 2014                                                                                 | Luiz Gleizer                                                                     | [ 48 ]        |
| Roberto Carlos: Detalhes                                                         | 23 de dezembro de 2015                                                                                 | Mário Meirelles LP Simonetti                                                     | [ 49 ]        |
| Simplesmente Roberto Carlos                                                      | 23 de dezembro de 2016                                                                                 | LP Simonetti                                                                     | [ 50 ]        |
| Esse Cara: Roberto Carlos                                                        | 22 de dezembro de 2017                                                                                 | LP Simonetti                                                                     | [ 51 ]        |
| Roberto Carlos: Muito Romântico                                                  | 21 de dezembro de 2018                                                                                 | LP Simonetti                                                                     | [ 52 ]        |
| Roberto Carlos: Além do Horizonte                                                | 20 de dezembro de 2019                                                                                 | LP Simonetti                                                                     | [ 53 ]        |
| Pela segunda vez, o Roberto Carlos Especial deixou de ser exibido em 2020.       | Pela segunda vez, o Roberto Carlos Especial deixou de ser exibido em 2020.                             | Pela segunda vez, o Roberto Carlos Especial deixou de ser exibido em 2020.       | [ 54 ]        |
| Roberto Carlos: Reencontro                                                       | 22 de dezembro de 2021                                                                                 | LP Simonetti                                                                     | [ 55 ]        |
| Roberto Carlos: Como é Grande o Meu Amor por Você                                | 23 de dezembro de 2022                                                                                 | LP Simonetti                                                                     | [ 56 ]        |
| Roberto Carlos: Eu Ofereço Flores                                                | 22 de dezembro de 2023                                                                                 | Angélica Campos                                                                  | [ 57 ]        |
| Roberto Carlos Especial: 50 Anos                                                 | 20 de dezembro de 2024                                                                                 | Angélica Campos                                                                  | [ 58 ]        |

### Outros
Estes especiais listados não foram exibidos nos finais de ano.
| Título                                  | Data de exibição       | Direção         | Ref.   |
| --------------------------------------- | ---------------------- | --------------- | ------ |
| Roberto Carlos in Concert - Em Detalhes | 19 de setembro de 1988 | Roberto Talma   | [ 59 ] |
| Luciano Pavarotti e Roberto Carlos      | 18 de abril de 1998    | Mário Meirelles | [ 60 ] |
| Elas Cantam Roberto Carlos              | 31 de maio de 2009     | Roberto Talma   | [ 61 ] |
| Roberto Carlos: 50 Anos de Carreira     | 11 de julho de 2009    | Roberto Talma   | [ 62 ] |
| Emoções Sertanejas                      | 1 de abril de 2010     | Roberto Talma   | [ 63 ] |
| Roberto Carlos em Casa                  | 10 de maio de 2020     | LP Simonetti    | [ 64 ] |

## Audiência
- 2015 - 25 pontos
- 2016 - 22 pontos
- 2017 - 31 pontos
- 2018 - 21 pontos
- 2019 - 17 pontos[65]
- 2021 - 18 pontos[66]
- 2022 - 19 pontos
- 2023 - 19 pontos[67]
- 2024 - 14 pontos[68]